# Dancefloor Deluxe
Dancefloor Deluxe è la prima raccolta del gruppo musicale europop svedese Alcazar, pubblicato il 25 agosto 2004 nei paesi scandinavi dall'etichetta discografica BMG.

## Produzione
La raccolta, composta dai due dischi, Deluxe e Dancefloor, ha raggiunto la terza posizione nelle classifiche di vendita svedesi.
Il primo disco, Deluxe, conteneva dodici brani, ovvero tutti i singoli estratti dagli album Casino e Alcazarized, in ordine cronologico decrescente (dall'ultimo, Love Life, al primo, Shine On), e tre nuovi brani, Start the Fire, Physical e This Is the World We Live In.
In questo disco è contenuto anche il brano Someday (Unreleased Single Mix), scelto come brano ufficiale del Gay Pride 2003, il cui remix non era mai stato pubblicato.
Questa versione, rispetto al remix utilizzato per il Gay Pride, risultava più pesante nelle sonorità ma molto più pulito per quanto riguarda il sound.
Il secondo disco, Dancefloor, conteneva quindici tracce mixate tra loro ed era composto dalle versioni remix preferite dai membri del gruppo dei singoli usciti ufficialmente e da remix di altri brani non pubblicati come singoli.
Alcuni di questi remix erano inclusi nei maxi-singoli destinati ai DJ e ai club e non erano state inserite nei dischi singoli pubblicati in precedenza; da qui la decisione di riunirli e affidare al DJ FL il compito di creare una sorta di "Alcazar Mega Medley".
Il risultato di questo progetto è un disco mixato contenente i migliori remix dei brani del gruppo.
Alcuni dei brani presenti in questo secondo disco hanno avuto un percorso particolare:
- Paradise non era mai stato pubblicato in Svezia, e il suo remix era stato realizzato appositamente per questo album.
- Save My Pride e Dance with the DJ, le due tracce nascoste dell'album Alcazarized, hanno ottenuto così una specie di "promozione ufficiale". Inoltre vengono ri-arrangiate e sono diverse rispetto alle versioni contenute nell'album Alcazarized.
- Don't You Want Me (Wild Cowboys Blonde Radio Mix) era stato realizzato per il mercato statunitense ma non era mai stato pubblicato commercialmente, anche se era uno dei preferiti dal gruppo che eseguiva spesso questa versione nelle performance live e durante i concerti.

La raccolta, inoltre, è stata pubblicata in due versioni: la prima versione, in edizione limitata, conteneva due libretti, mentre la seconda solamente uno.
Questa differenza è dovuta al fatto che le immagini sulla copertina del primo libretto erano riprese dal video del brano This Is the World We Live In la cui risoluzione in fase di stampa era risultata pessima. Quindi la copertina necessitava di una ristampa.
Ma le prime copie dell'album erano già state stampate, quindi la casa discografica decise di inserire la "nuova" copertina sopra la "vecchia".
La seconda versione invece conteneva solo un libretto: quello con la nuova copertina. Le liste tracce di entrambe però sono identiche.
Nel 2005 la raccolta è stata ripubblicata solamente in Svezia in una seconda edizione composta da un solo disco e aveva una copertina diversa: l'immagine era la stessa della precedente edizione, ma il colore di sfondo bianco anziché nero.
Questa edizione conteneva quattordici brani: tutte le dodici canzoni del primo disco della prima edizione a due cd, un brano dell'album Alcazarized, Here I Am, e un nuovo brano: Alcastar.
Here I Am è stata originariamente inserita nell'album precedente, ma è stata pubblicata il 25 dicembre del 2004 come singolo promozionale di questa edizione della raccolta.
Alcastar è stato presentato al Melodifestivalen, la competizione annuale che seleziona gli artisti partecipanti alla prestigiosa manifestazione Eurovision Song Contest del 2005 piazzandosi al terzo posto della classifica finale e al primo posto delle classifiche di vendita svedesi, ma non è stato mai pubblicato in nessun album ufficiale.
Durante le registrazioni del video di Start the Fire, pubblicato nell'agosto del 2005, Annika Kjærgaard ha avuto un incidente nel quale si rompe una gamba. Il gruppo ha deciso così di prendere una pausa per dedicarsi ad altre attività.
Questa raccolta è anche l'ultima con la formazione a quattro membri; infatti sia Annika Kjærgaard che Magnus Carlsson hanno abbandonato il gruppo nell'autunno del 2005.

## Tracce
Prima edizione (due dischi)

### Disco 1 -Deluxe
1. This Is the World We Live In – 3:36
2. Physical – 3:30
3. Start the Fire – 3:17
4. Love Life – 3:54
5. Someday (Unreleased Single Mix) – 4:28
6. Ménage à trois – 3:49
7. Not a Sinner Nor a Saint – 3:28
8. Don't You Want Me (Almighty Radio Edit) – 3:28
9. Sexual Guarantee – 3:35
10. Ritmo del amor (Radio Edit) – 3:19
11. Crying at the Discoteque (feat. Cryin' Boy) – 3:52
12. Shine On – 3:33

Durata totale: 43:49

### Disco 2 -Dancefloor
1. Intro: Dancefloor Deluxe – 0:49
2. This Is the World We Live In (Soundfactory Club Anthem) – 3:49
3. Start the Fire (Original Version) – 3:38
4. Sexual Guarantee (Almighty Remix) – 3:30
5. Paradise (FL's Reinvention Club Mix) – 3:15
6. Someday (Studio 54 Revival Remix) – 3:55
7. Ménage à trois (J. Pipe Smooth Club Edit) – 3:57
8. Shine On (Suezia Remix Radio Edit) – 2:51
9. Don't You Want Me (Wild Cowboys Blonde Radio Mix) – 4:23
10. Physical (Original Version) – 3:26
11. Not a Sinner Nor a Saint (Disco Club Mix) – 3:46
12. Save My Pride (Original Edit) – 3:51
13. Dance with the DJ (Original Edit) – 3:05
14. Love Life (FL's Rebirth Club Edit) – 4:02
15. Crying at the Discotheque (Special Extended Show Version) – 4:42

Durata totale: 52:59
Seconda edizione (Disco singolo)
1. This Is the World We Live In – 3:36
2. Alcastar – 3:06
3. Physical – 3:30
4. Here I Am (English Single Version) – 4:40
5. Start the Fire – 3:17
6. Love Life – 3:17
7. Someday (Unreleased Single Mix) – 4:28
8. Ménage à trois – 3:49
9. Not a Sinner Nor a Saint – 3:02
10. Don't You Want Me (Almighty Radio Edit) – 3:28
11. Sexual Guarantee – 3:35
12. Ritmo del amor (Radio Edit) – 3:33
13. Crying at the Discoteque (feat. Cryin' Boy) – 3:53
14. Shine On – 3:33

Durata totale: 50:47

## Singoli

### Svezia
Dancefloor Deluxe - Seconda edizione (2005)
- Here I Am (2004)
- Start the Fire (2005)

### Europa
Dancefloor Deluxe - Seconda edizione (2005)
- Here I Am (2004)
- Start the Fire (2005)

## Pubblicazione
| Versione                         | Data           | Regione |
| -------------------------------- | -------------- | ------- |
| Prima edizione (due dischi)      | 25 agosto 2004 | Svezia  |
| Seconda edizione (Disco singolo) | 2005           | Svezia  |